# Boulevard Monivong
Le boulevard Monivong est une des principales artères de Phnom Penh.

## Description

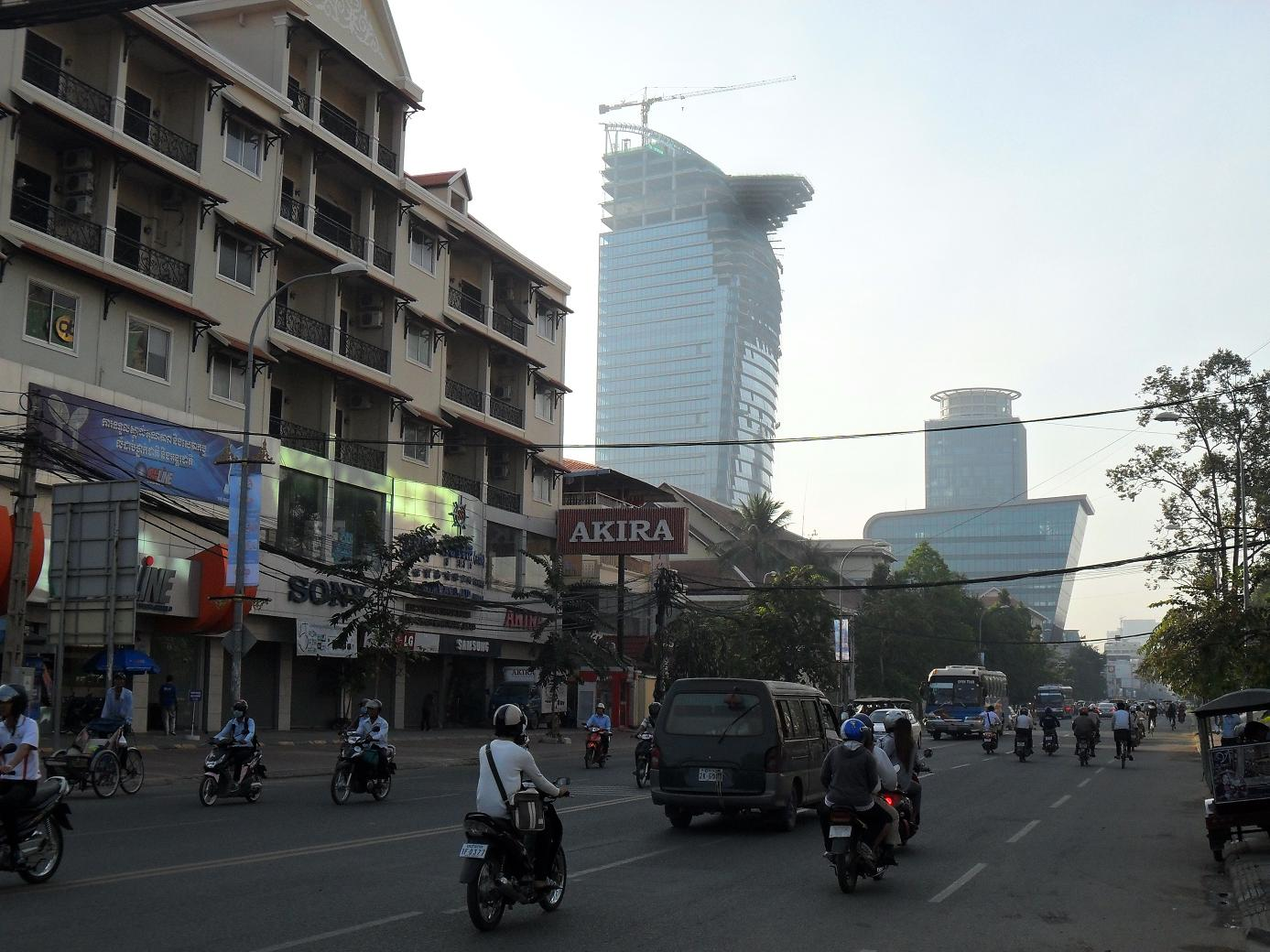
Boulevard Monivong

Il est nommé en l'honneur Sisowath Monivong, roi du Cambodge de 1927 à 1941. Il est également désigné par sa numérotation (93).
Débutant au rond-point du stade Lambert, près du pont de l'Amitié Cambodge-Japon, il traverse la ville du nord au sud jusqu'au pont Monivong, où il devient la route nationale 1. Sur son parcours, il croise entre autres le boulevard de la fédération de Russie, le boulevard Charles de Gaulle, le boulevard Sihanouk et le boulevard Mao Tsé-Toung. Son trajet est similaire au boulevard Norodom, qui est situé un peu plus à l'est.

## Principales adresses
- Université des sciences de la santé du Cambodge
- Gare de Phnom Penh
- Hôtel Penh Hotel
- Banque de commerce de Phnom Penh
- Université royale de droit et des sciences économiques